# Blitz Games
Blitz Games är ett dotterföretag till Blitz Games Studios som utvecklar spel. Blitz Game Studios hette vid starten bara Blitz Games men efterhand att företaget växte delades spelutvecklingen upp i flera företag. Blitz Games tillverkar (och har tillverkat) främst familjespel till Playstation 2, Playstation 3, Xbox 360 och PC. Företaget grundades 1990 och ligger i Warwickshire, England.